# Кемюктях-Ары
Кемюктях-Ары — небольшой остров на реке Анабар. Территориально относится к Якутии, Россия.
Остров расположен в нижнем течении реки, ближе к правому берегу. Имеет удлинённую форму, вытянутую с северо-запада на юго-восток. Поверхность равнинная, на западе расположены утёсы высотой до 6 м.